# Nomismia rhomboidea
Nomismia rhomboidea är en ärtväxtart som först beskrevs av George Bentham, och fick sitt nu gällande namn av Leslie Pedley. Nomismia rhomboidea ingår i släktet Nomismia och familjen ärtväxter. Inga underarter finns listade i Catalogue of Life.